# Supercopa da Alemanha de 2024
A Supercopa da Alemanha de 2024 foi a 15ª edição da competição da Supercopa da Alemanha sob o nome DFL-Supercup, uma competição de futebol anual disputada pelos vencedores da Bundesliga e da Copa da Alemanha da edição passada. A partida foi disputada em 17 de agosto de 2024.
A partida contou com o Bayer Leverkusen, campeão da Bundesliga de 2023–24 e vencedor da Copa da Alemanha de 2023–24 (completando uma dobradinha doméstica), e o Stuttgart, vice-campeão da Bundesliga. Embora os campeões da liga geralmente jogassem fora de casa, a Deutsche Fußball Liga selecionou o Bayer Leverkusen para sediar a partida na BayArena em Leverkusen. Esta foi a primeira Supercopa da Alemanha desde 2011 a não contar com o Bayern de Munique.
O Bayer Leverkusen venceu a partida por 4–3 nos pênaltis, após um empate por 2–2 após 90 minutos, para seu primeiro título da Supercopa da Alemanha.

## Participantes
| Equipe           | Classificação                                                     |
| ---------------- | ----------------------------------------------------------------- |
| Bayer Leverkusen | Campeão da Bundesliga de 2023–24 e da Copa da Alemanha de 2023–24 |
| Stuttgart        | Vice-campeão da Bundesliga de 2023–24                             |

## Detalhes da partida
Partida única
| 17 de agosto de 2024 | Bayer Leverkusen          | 2 – 2     | Stuttgart              | BayArena, Leverkusen                    |
| 20:30 (UTC+2)        | Boniface 11' · Schick 88' | Relatório | 15' Millot · 63' Undav | Público: 30 210 Árbitro: Tobias Stieler |

|                                |       | Penalidades                           |  |
| Schick Grimaldo García Tapsoba | 4 – 3 | Millot Demirović Krätzig Undav Mvumpa |  |

## Campeão
| Supercopa da Alemanha de 2024         |
| ------------------------------------- |
| Bayer Leverkusen Campeão (1.º título) |